# 6822 Horálek
6822 Horálek è un asteroide della fascia principale. Scoperto nel 1986, presenta un'orbita caratterizzata da un semiasse maggiore pari a 2,5899493 UA e da un'eccentricità di 0,2501346, inclinata di 2,74049° rispetto all'eclittica.
L'asteroide è dedicato all'astrofotografo ceco Petr Horálek.